# Hen
För andra betydelser, se Hen (olika betydelser).
| Hen |
| --- |
| Visuell illustration av två könsspecifika pronomen samt könsneutrala hen. - Betydelse: 1. ersätter "hon eller han", "vederbörande" eller "någon av okänt/anonymt kön", 2. refererar till en person som inte kan eller vill identifiera sig som man eller kvinna. - Användning: 1. "Om en elev vill överklaga bör hen först vända sig till rektor." 2. "Alex är intergender, det betyder att hen varken identifierar sig som en man eller kvinna." - Böjningsmodell: hen (subjekt), hen eller henom (objekt), hens (genitiv). |

Hen är ett svenskt könsneutralt personligt pronomen som används på samma sätt som orden han och hon. Ordet kan användas då köns- eller genustillhörigheten är okänd, oväsentlig eller ska otydliggöras. Ordet kan även användas om personer som inte vill kallas han eller hon – ett pronomen för ett tredje kön. I den senare användningen är hen egentligen inte alls könsneutralt enligt Anna-Malin Karlsson, professor i modern svenska. Hen kan också ses som ett uttryck för normkritik. Ordet har fått mycket uppmärksamhet och såväl positiv som negativ kritik.
Ordet föreslogs år 1966 av Rolf Dunås i Upsala Nya Tidning med hänvisning bland annat till finskans könsneutrala pronomen hän och har under 2000-talet – särskilt sedan 2013 – fått större spridning. Ordet hen togs med i den fjortonde upplagan av Svenska Akademiens ordlista, vilken utgavs i april 2015. Den nya SAOL lanserades med reklambudskapet "Hen är här nu".

## Språklig användning
Hen är ett personligt pronomen som kan användas på huvudsakligen två sätt: 
- Hen kan användas könsneutralt som ett alternativ till uttryck som "hon eller han" och "vederbörande" vid de tillfällen då könstillhörigheten är okänd, oväsentlig eller ska otydliggöras, som i exemplet: "Om en elev vill överklaga bör hen först vända sig till rektor".[1]
- Hen kan användas för att omtala personer som inte vill identifiera sig inom grupperna ”man” eller ”kvinna”. Hen kan också användas av personer med normkritiska intentioner som inte vill kategorisera mottagarna i en tvådelad könsuppdelning.[2] Språkrådet har formulerat sig så här: "Vissa användare av denna normkritiska tillämpning förespråkar ibland att alla hon och han borde bytas ut mot hen som ett sätt att påverka språket och samhället i en mer könsneutral riktning", "Det bör också tilläggas att få driver linjen att han och hon borde förbjudas i svenskan, utan även de mest normkritiska driver vanligtvis linjen att hen ska ses som ett komplement till hon och han".[2]

Genitivformen av hen blir hens, exempelvis "Det är hens ensak". Som objektsform rekommenderar Språkrådet hen – exempelvis "Jag såg hen" – även om henom också förekommer i språkbruket.
Språkrådet gav 2013 ut skriften Pronomenet hen, vars innehåll sammanfattas i följande tre punkter:
- Det finns inga språkliga hinder för att använda hen, och det används i alltfler sammanhang, men det kan finnas en risk att ordet drar uppmärksamhet från texten. Det behöver därför avgöras av skribenten, situationen och mottagarna om ordet är lämpligt i sammanhanget eller inte.
- När någon själv vill omtalas hen bör detta respekteras. Den som vill bli omtalad som han eller hon bör på samma sätt respekteras för det.
- Om sammanhanget är oklart eller om skribenten har normkritiska intentioner kan texten förses med en klargörande kommentar om skribentens intentioner med att använda hen. [2]

Språktidningens chefredaktör Anders Svensson kallade i en DN-krönika 2019 hen för "det mest dramatiska som har hänt bland svenska pronomen sedan 1600-talet'" Enligt Svensson brukade pronomen beskrivas som en stängd ordklass, vilket innebär få förändringar över tid, jämfört med de öppna ordklasserna substantiv, adjektiv och verb, och att den senaste dramatiska pronomenförändringen i svenskan före hen skedde på 1600-talet, då uttalet av pronomenet i, ändrades till ni. Mellan 2012 och 2019 hade enligt honom hen blivit 13000 gånger vanligare i svenskan.

## Historik

### Bakgrund
Förslag på användande av ordet har förekommit länge. Den 30 november 1966 skrev Rolf Dunås i Upsala Nya Tidnings språklåda: "För egen del kan jag drömma om att man från "han" gick ett steg framåt i vokalräckan och från "hon" två steg tillbaka och uppfann det tvåkönade ordet "hen" med kort e."
Begreppet användes redan 1980 i Byggforskningsrådets rapport R39:1980, Att värdera byggd miljö i artikeln Värderingsmoment i planeringsprocessen, sid 5:22 och följande av Rolf H Reimers.
Språkvetaren Mikael Reuter nämner 1991 i sin språkspalt Reuters ruta i Hufvudstadsbladet diskussionen om att införa ett nytt könsneutralt pronomen i svenskan, till exempel hen likt finskans hän. Reuter nämner som ett andra alternativ att börja använda den också om personer. Hans slutsats är att sådana ingrepp har föga chanser att slå rot i det naturliga språkbruket.
År 1994 föreslog lingvisten Hans Karlgren i SvD hen som ett "könsneutralt pronomen för vissa skrivsituationer".

### 2000-talet
Språktidningen noterade att "hen" togs upp i Miljöpartiets partiprogramsrevidering 2005 när Joakim Pihlstrand-Trulp motionerade om könsneutralt språk. Frågan avfärdades då av sittande partistyrelse som en enbart språklig korrigering och avslogs i klump tillsammans med förslag om skiljetecken och enskilda ord. Miljöpartiet genomförde emellertid reformen i nästa partiprogramsrevidering 2012.
Kulturtidskriften Ful har genomgående använt ordet hen som personligt pronomen sedan år 2007.
År 2009 kom hen med i Nationalencyklopedin beskrivet som ”föreslaget könsneutralt personligt pronomen i stället för hon och han”.

### 2010-talet
| År   | Svensk press       | Finlandssvensk press |
| ---- | ------------------ | -------------------- |
| 2011 | >13 000 (< 0,008%) | -                    |
| 2012 | 416 (0,24%)        | -                    |
| 2013 | >300 (< 0,33%)     | -                    |
| 2014 | 241 (0,41%)        | -                    |
| 2015 | 179 (0,56%)        | -                    |
| 2016 | 159 (0,63%)        | 57 (1,7%)            |
| 2017 | 149 (0,67%)        | 49 (2,0%)            |
| 2018 | 133 (0,75%)        | 38 (2,6%)            |
| 2019 | 122 (0,81%)        | 47 (2,1%)            |
| 2020 | 114 (0,87%)        | -                    |
| 2021 | 114 (0,87%)        | -                    |

I januari 2012 släpptes Jesper Lundqvists bok Kivi och Monsterhund, en barnbok som använder sig av hen istället för han eller hon. Boken gav upphov till en livlig debatt.
I 2012 års februarinummer av Nöjesguiden användes ordet hen genomgående istället för han eller hon. Det var endast i direkta citat som de personliga pronomenen inte byttes ut.
I september 2012 förbjöds användandet av ordet i nyhets- och reportagetexter av Dagens Nyheters publisher Gunilla Herlitz. Journalisten och programmeraren Oivvio Polite lanserade då webbplatsen DHEN.se som ser ut som DN.se men där alla han och hon automatiskt byttes ut mot hen. En person på DN svarade med att polisanmäla webbplatsen för brott mot upphovsrättslagen med Dagens Nyheter som målsägande, men drog senare tillbaka anmälan när det framkom att tidningens ledning inte ville polisanmäla. I sin egen tidning skrev man dock "Vi har inte polisanmält tilltaget" och utan att redovisa att en polisanmälan först hade upprättats för att sedan återtas på begäran av ledningen. När SVT:s Kulturnyheterna ifrågasatte formuleringen svarade redaktionschef Åsa Tillberg att det misstag man hade begått hade rättats till, att ytterligare redogörelser vore ointressanta och att det vore onödigt att hänga ut någon som hade gjort fel.
I november 2012 sammanställde Språkvetaren Per Ledin spridningen av hen i bloggar:
- "Över tid får hen ett första uppsving i 2008 och ett relativt genombrott 2009. Det beror på en enda bloggare, en transperson som bloggar ihärdigt och vissa månader står för så gott som alla träffarna."[29]
- "Ett andra genombrott kommer 2012, då hen-debatten tar fart. Hen är då, beroende på hur man räknar, två-tre gånger vanligare än 2009 och 2010 (och betydligt vanligare än 2011). Det betyder att hen används mer, att det blivit ett ord i svenskan. Men inte dramatiskt mycket mer som just pronomen. Det som hänt är att det blivit en snackis. Bloggare tar strid för och emot pronomenet."[29] …
- "Fram till 2012 står, som antytts, få bloggar för nästan alla hen. 2012 är spridningen på bloggar mycket större. Hen har blivit känt och diskuteras, ... men det används inte allmänt."
- "De bloggar som använder hen mer frekvent handlar vanligen om genus, jämställdhet och relationer, och det är vanligen kvinnor som hen-bloggar. Hen är inte ett neutralt pronomen, utan har en tydlig genuskoppling."[29]

I februari 2013 användes pronomenet för första gången i Sveriges riksdag av den då nytillträdda jämställdhetsministern Maria Arnholm (FP) i en interpellationsdebatt. I marsutgåvan av riksdagens språkbrev samma år avråddes från användande av ordet i "styrdokument, mötesprotokoll, rapporter, pm, upphandlingstexter, årsredovisningar, informationsmaterial, webbplatsen, intranätet och externa brev". Detta efter att frågan hade beretts med riksdagsdirektören och diskuterats av talmannen och riksdagens gruppledare. Det var däremot inga problem med hen i politiska texter, där det är riksdagsledamöterna själva som avgör vilket pronomen som ska användas.
Språktidningen konstaterade mars 2014 att ordet hen etablerats i det svenska språket. I svensk press gick det 2011 (innan hen-debatten tagit fart) över 13 000 han och hon på varje hen. I början av 2014 var det förhållandet 250 mot 1; två år senare var förhållandet 179 mot 1.
I Språktidningen konstaterades 2014 att ordet numera inte längre används lika mycket i debatterande sammanhang utan som ett självförklarat neutralt pronomen, särskilt där det sparar plats genom att undvika en konstruktion som han eller hon. Bland bloggare och politiska tyckare användes hen relativt flitigt – utom av sverigedemokrater. SD-skribenters motstånd mot ordet kan eventuellt ha berott på att de upplevt ordet som en del av en "vänsterfeministisk indoktrinering". Sven-Göran Malmgren, huvudredaktör för SAOL, menade dock 2014 att hen skulle vara en sorts modefluga och att ordets popularitet efter cirka fem år skulle vara betydligt mindre.
Hen används även i Svenskfinland. Möjligen är det mer politiskt neutralt där än i Sverige. Däremot var beskedet om en "Omfattande hen-reform på Svenska Yle" (där installerade ljudfilter skulle neutralisera både namn och kön i utsändningarna) den 1 april 2014 ett skämt.
Under 2014 års kongress beslutade Byggnads att använda hen i nästa version av fackförbundets stadgar. Byggnads blir därmed det första svenska fackförbund som använder sig av hen i sina stadgar.
Från 2015 inkluderades ordet i Svenska Akademiens ordlista över svenska språket.
I maj 2015 infördes hen i lagtext (körkortslagen), i det självstyrande området Åland, en del av Finland. Landskapet är officiellt endast svenskspråkigt. Användandet av hen var lite kontroversiellt eftersom Åland ska använda svenska, inte ha ett eget skriftspråk, och inte snegla för mycket på finska, men ordet ansågs delvis etablerat i Sverige.
2016 användes hen 27 076 gånger i svenska medier, att jämföra med 636 gånger 2006. Språkforskaren Kristian Blensenius anser att ordet numera har passerat stadiet som modefluga. En undersökning från 2019 konstaterade att hen ingick i de flesta svenskars ordförråd.

## Debatt
Ordet har orsakat debatt, med både förespråkare och kritiker. Bland kritiker har risken att skapa förvirring och irritation i dagliga samtal nämnts.
Politikerna Ylva Johansson och Maud Olofsson har menat att det finns andra instrument som är viktigare för att uppnå ett jämställt samhälle än att ersätta han och hon med hen. Horace Engdahl uttalade att "jag är ledsen, men fenomenet hen är i mina ögon alltför fånigt för att förtjäna seriös kommentar", när DN frågade honom om "det lilla ordet med den stora laddningen".
Sara Lövestam kommenterade 2017 att den grammatiska förklaringen till motståndet mot "hen" är att pronomen är en sluten ordklass som inte tar in nya ord hur som helst. Hon uppskattade att det till 90% var det som utgjorde det främsta motståndet.
En undersökning om språkets påverkan på attityder har visat att användningen av hen är förknippad med mer positiv inställning till icke-män, HBTQ-personer och jämställdhet.

## Avledningar
Under 2012 användes benämningen henifiera av bland annat branschtidningen Dagens Media. Ordet användes där i betydelsen "anpassa till hen", "hen-anpassa".

## Norden
Ordet hen har börjat användas i Norge och norska Språkrådet har skrivit att rådet, när det gäller användningen av hen om personer som varken känner sig som han eller hon, inte har något emot detta språkbruk. Användningen i betydelsen "han eller hon" är hittills ovanlig i norskan. Norska Språkrådet ser inte ett stort behov av hen i den betydelsen och man påpekar (på nynorska) att det kan uppfattas som "litt avstikkande" hos många.
I Danmark förekommer det könsneutrala pronomenet høn och på Island hán. Även i svenskspråkiga Finland förekommer hen, medan hän är det pronomen som redan används naturligt i finskan, som saknar könsspecifika pronomen, och därmed motsvarar både han och hon.